# Agassizhorn
L'Agassizhorn és una muntanya dels Alps Bernesos situada a Suïssa. Es troba just al nord-oest del Finsteraarhorn, el cim principal de la serralada. L'Agassizhorn és el punt triple entre les valls de la glacera Grindelwald inferior, la glacera Unteraar i la Glacera de Fiesch. Com que les glaceres de Grindelwald inferior i Unteraar desemboquen a l'Aar i, per tant, al Rin i al mar del Nord, mentre que la glacera Fiescher desguassa al Roine i, per tant, al mar Mediterrani, el Sidelhorn es troba a la divisió continental europea.
Administrativament, el cim es comparteix entre els municipis de Grindelwald, al nord-oest, Guttannen, al nord-est, i Fieschertal, al sud. Grindelwald i Guttannen es troben al cantó de Berna, mentre que Fieschertal es troba al cantó de Valais.